# ناتس-شپس
ناتس-شپس (به ایتالیایی: Naz-Sciaves) یک کومونه در ایتالیا است که در تیرول جنوبی واقع شده‌است. ناتس-شپس ۱۵٫۸ کیلومتر مربع مساحت و ۲٬۸۸۷ نفر جمعیت دارد.